# Ilerda
Lleida fou la nova capital dels ilergets durant el període romà, quan aquesta tribu ibèrica, ja en ple declivi, va abandonar l'antiga capital, la ciutat ibèrica de Tornabous, coneguda com a Atanagrum. En un primer moment Lleida va portar el nom ibèric d'Iltiŕta o Ildiŕda (en ibèric ), i posterirment el nom fou romanitzat com a Ilerda. La nova ciutat estava situada al Turó de la Seu Vella, a la vora del riu Sicoris (Segre).

## Jaciments arqueològics
Es coneixen tres jaciments, la Paeria, l'antic Portal de Santa Magdalena, inclosos a l'Inventari del Patrimoni Arqueològic i Paleontològic de Catalunya i les Termes Públiques, declarades bé cultural d'interès nacional.

## Etimologia
El nom ibèric era segons les fonts romanes iltiŕta (en escriptura no dual) o ildiŕda (en escriptura dual) pronunciat /illirda/. Sobre el seu significat s'han fet algunes hipòtesis. Una d'elles és la següent: el mot conté el segment inicial il(i), que en ibèric significa «ciutat» (compareu-ho amb ilturo, el nom ibèric de Mataró o Cabrera de Mar, i d'altres, com *iliberi, avui Elna al Rosselló). El segon segment, tir o dir segurament significa «llop». Aquesta hipòtesi es basa en dos fets. Primer, que el símbol dels ilergets era un llop. I, segon, que la ciutat ibèrica d'Iltiraca, a Andalusia, també tenia un llop com a símbol. Per tant, il-tir podia significar «ciutat del llop». Una segmentació alternativa considera iltiŕ com a «ciutat» amb un sufix que li donaria el significat de «ciutat fortificada».

## Història
En temps dels romans fou elegida pels llegats de Pompeu, Luci Afrani i Petreius com a base per la seua defensa d'Hispània el 49 aC; els llegats tenien cinc legions a Ilerda.
Ilerda fou assetjada per Juli Cèsar, que va narrar el setge personalment. La seva narració és un document rellevant de la història militar, la batalla d'Ilerda, quan la ciutat es va rendir; Afrani i Petreius van quedar lliures per la generositat de Cèsar, i no van fer després honor a la seua paraula. Sota l'imperi fou primer ciutat i després municipi, arribant a fabricar moneda. D'un pont romà sobre el Segre encara es conserven els fonaments.
Hi ha una cita d'Horaci a l'epíleg d'un llibre (epístola XX) que posa: "aniràs a Útica, o t'enviaran lligat a Ilerda". S'enten que vol dir que aprofitaran les seves pàgines per embolicar i enviar un paquet a l'altra punta de l'Imperi.